# Habenaria
Habenaria, comúnmente llamadas orquídeas de los pantanos, son un género de orquídeas, uno de los aproximadamente 800 descritos géneros de Orchidaceae dentro de la larga familia.  Se encuentran tanto en zonas tropicales como en templadas.

## Descripción
Las especies de Habenaria tienen una raíz tuberosa subterránea que puede ser de pequeña a grande de donde salen los tallos de 20 a 80 cm de longitud. 
Las hojas son lanceoladas u ovadas, y se disponen a lo largo del tallo (caulinares) o solamente en la base (basales). Cuando es basal, las hojas se aplanan en la tierra. 
Las flores son sobre todo verdes, blancas, amarillas y verdes, o blancas y verdes, pero algunas excepciones tienen flores rojas brillantes. 
La columna frecuentemente es complicada, con órganos largos pegando fuera de ella (estigma, (los brazos laterales del rostellum, y la antera son canales). 
La planta es perenne de hojas caducas, con la totalidad de la planta emergida sobre el suelo que muere cada año.

## Cultivo
La Habenaria se encuentran raramente en las colecciones de plantas vivas. Las plantas crecen mejor en macetas profundas (e.g. profundidad de 20 centímetros, situar los tubérculos a una profundidad de 10 centímetros) en un medio bien drenado que consiste en arena del río al 50%, con un 40% de hojas secas y el 10% restante de resina Vermiculita. 
Las plantas se desarrollan mejor en un ambiente templado con sombra del 50 al 70% y una buena ventilación. 
El riego regular se debe dar durante la estación del crecimiento, a partir de la primavera hasta el otoño. Tan pronto como refresque en el otoño se debe de reducir el riego y espaciarlo una vez cada dos semanas. Durante los meses fríos del invierno no se riegan. 
Es, sin embargo, vital mirar que el medio no se deshidrate totalmente. Para prevenir esto se debe de mojar la maceta de vez en cuando y permitir que se seque. No guardar la humedad del medio. 
Solamente después que surgan los brotes nuevos a finales del invierno comience otra vez los riegos con agua una vez cada dos semanas hasta la primavera y una vez o dos veces a la semana según lo requerido para la estación del verano. 
Un abono suave fertilizante se puede aplicar durante la primavera. Los Afídios puede ser un problema y se debe de vigilar para eliminarlos.  

## Taxonomía
E género fue descrito por Carl Ludwig Willdenow  y publicado en Species Plantarum. Editio quarta 4(1): 5, 44. 1805. La especie tipo es: Habeneria macroceratitis  Willd. 1805
Etimología
Habenaria: nombre genérico que procede del latín habena, que significa "rienda", por el espolón floral, que se asemeja a este objeto.

## Especies
- H. arenaria (orquídea de las dunas)
- H. blephariglottis (orquídea de bandas blanca)
- H. clavata
- H. dilitata (orquídea blanca de los pantanos)
- H. dives
- H. dregeana
- H. epipactidea
- H. falcicornis
- H. floribunda
- H. laevigata
- H. lithophila
- H. malacophylla
- H. marginata (Rein orchid)
- H. pumila
- H. quinqueseta (orquídea de los pantanos de cuerno largo)
- H. radiata
- H. rhodocheila
- H. schimperiana